# Lukáš Třešňák
Lukáš Třešňák (* 3. května 1988) je český fotbalový útočník. V české nejvyšší soutěži odehrál 92 utkání.

## Klubová kariéra

### Mládežnické kategorie
Svou fotbalovou kariéru začal v klubu FC Zličín. Odtud zamířil v roce 1997 do AC Sparta Praha. V roce 2005 krátce hostoval v dorostu Viktorie Žižkov. Ve Spartě prošel až do dospělého A týmu.

### Dospělé kategorie
Za Spartu nastoupil ve 3 zápasech předkol Ligy Mistrů a v jednom utkání základní skupiny Evropské ligy. Převážně nastupoval za druholigový B tým.
V únoru 2011 odešel hostovat do FK Baumit Jablonec, v němž k 1. červenci 2011 podepsal smlouvu na přestup a stal se tak hráčem Jablonce. Dne 24. dubna 2013 vstřelil v prvním utkání semifinále českého fotbalového poháru jednu branku, Jablonec ale podlehl Liberci 3:4. Odvetu Jablonec vyhrál 2:0 a 17. května 2013 se střetl ve finále Poháru České pošty 2012/13 s Mladé Boleslaví, rozhodlo se až v penaltovém rozstřelu, který skončil poměrem 5:4 pro Jablonec (po konci řádné hrací doby byl stav 2:2). Lukáš do zápasu nezasáhl.
V srpnu 2014 přestoupil jako volný hráč do ázerbájdžánského klubu PFC Simurq. Od návratu do ČR v roce 2015 působí v nižších soutěžích.
V současnosti pracuje jako bytový designer.